# Casa Enrique Hugas
La casa Enrique Hugas és un habitatge unifamiliar d'estil modernista situat al carrer de Vallirana, 61, al barri del Farró de Barcelona. Està catalogat com a bé amb elements d'interès (categoria C).

## Història
Va ser construïda el 1909 pel mestre d'obres Josep Masdéu i Puigdemasa, com a residència de la família d'Enrique Hugas, un ric inversor, propietari de diverses cases, algunes al mateix carrer de Vallirana, com són les dels números 55, 56 i 75. Posteriorment passà a ser un centre de dia per a la gent gran i actualment és un centre de dia per a joves.

## Descripció
Edifici entre mitgeres, de planta baixa, pis principal, pis de servei i golfes, amb façana principal de composició simètrica seguint els corrents modernistes de l'època. Destaca el coronament, resolt mitjançant una barana de formes ondulades, que al centre es remata amb una peça de clara influència de la creu gaudiniana.
Disposa d'un gran jardí a l'interior de la parcel·la, al que s'hi accedeix per una galeria amb dos nivells.
A l'interior es conserven els sostres motllurats originals, algun d'ells policromats. Cal destacar el sostre pintat amb motius romàntics de la galeria del primer pis.